# Mocsári tisztesfű
A mocsári tisztesfű (Stachys palustris) az ajakosvirágúak (Lamiales) rendjén belül az árvacsalánfélék (Lamiaceae) családjába tartozó növényfaj, mely Magyarországon is előfordul; nevezik seppedéki vagy süppedéki tisztesfűnek is. A tisztesfűfajok egyik gyógynövénye.

## Elterjedése
Az északi mérsékelt öv területein honos: Európában, Ázsia mérsékelt övi részein, illetve Indiában, az amerikai kontinensen pedig Kanadában és az Amerikai Egyesült Államokban.

## Jellemzői

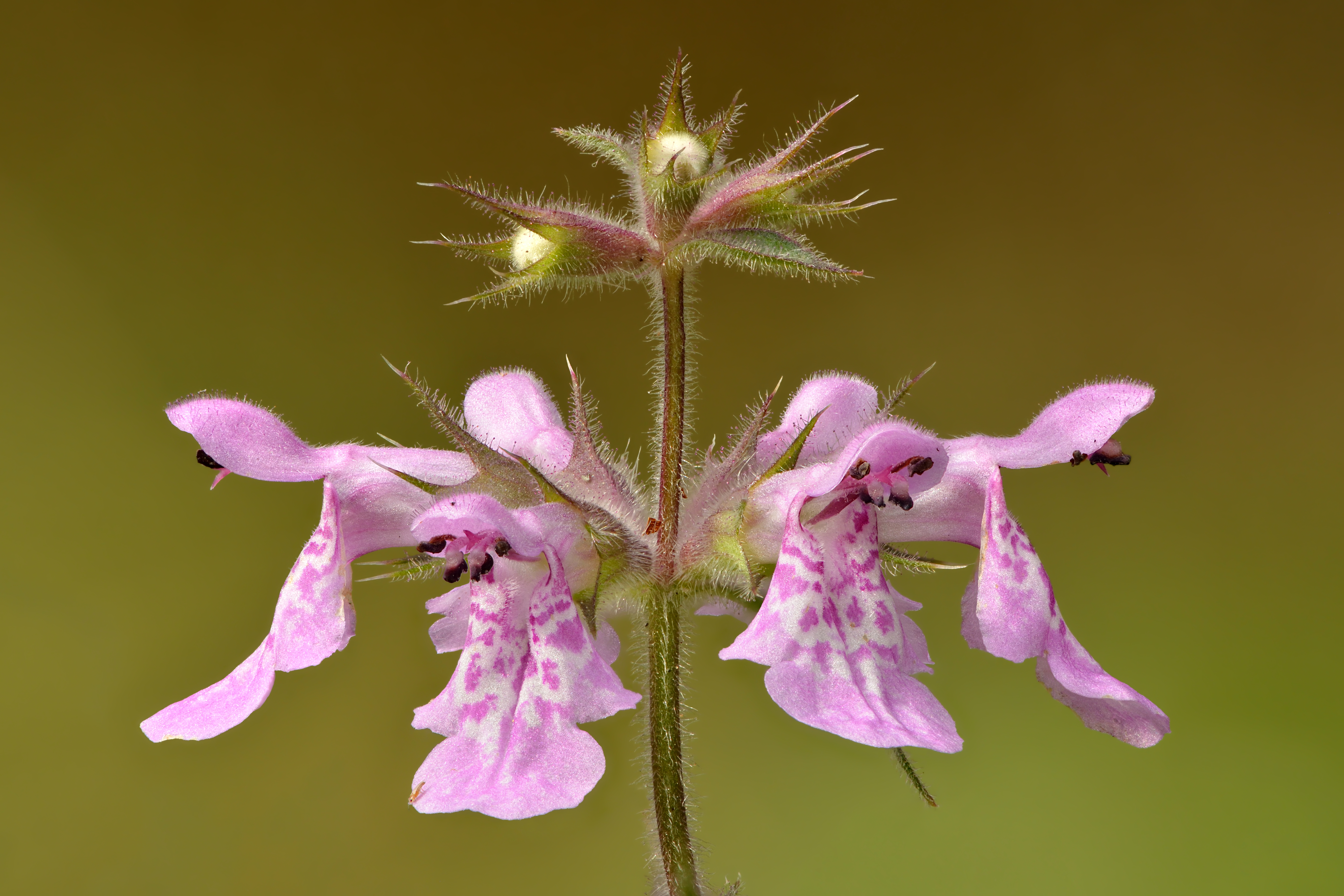

Akár az 1 m magasságot is elérő évelő lágyszárú, gumós tarackjai segítségével egyrészt a téli időszakot vészeli át, másrészt oldalirányban terjed. Felálló, egyenes szára többnyire elágazás nélküli, az árvacsalánfélékre jellemzően négyélű, szőrös. Levelei a száron átellenesen állnak, hosszúkás lándzsásak, a levélalapnál kissé szív alakúak, a levelek széle enyhén csipkés vagy fűrészes. Az alsó levelek rövid nyelesek, a felsők nyél nélkül ülnek a száron és szárölelők. Magyarországon egész nyáron nyílnak élénk bíborlila szirmú virágai, melyek örvökben helyezkednek el a szár legfelső részén a levelek hónaljában: egy örvben 6–12 virág csoportosul. A virágok sziromlevelei közel kétszer hosszabbak, mint a csészelevelek. A nagyobb méretű alsó virágajkakat fehér színű, jellegzetes mintázat díszíti. Toktermése van.

## Élőhelye
Tavak, vízfolyások, árkok mentén, nádasok környékén, mocsarakban, lápokban, vizenyős réteken, nedves szántókon él.

## Felhasználása
Élelmiszernövényként használták fel korábban Magyarországon: gyökerét és megvastagodott tarackját a spárgához hasonló módon készítették el télen; megszárított gumójából lisztet őröltek; ezek miatt a 19. században termesztésével is kísérleteztek. Angliában főzeléknövényként termesztették ugyancsak a 19. században.
Virágából készült drogban (Stachyos herba) flavonoidok és loganinszerű pseudoindican heterozid található. A drogot krónikus hurutos megbetegedések esetén alkalmazzák.

## Kapcsolódó szócikk
- Levélpirosító ribiszke-levéltetű